# Соболев, Михаил Николаевич (химик)
Михаил Николаевич Со́болев (1867—1947) — русский и советский химик.

Лауреаты Сталинской премии за разработку метода производства феррованадия, слева направо: учёные К. А. Большаков, Н. С. Красильников, Ю. И. Блинов, М. Н. Соболев, И. Л. Лурье и Н. С. Гассар.

## Биография
Окончил Московский университет (1895, с золотой медалью), ученик профессора А. П. Сабанеева. Был оставлен при отделении неорганической химии.
С 1931 года работал в Гиредмете (Государственный Институт редких металлов).
Похоронен в некрополе Донского монастыря.

## Научная деятельность
Ещё будучи студентом обобщил известные в то время сведения по химии гетеро-поликислот молибдена, вольфрама и других редких элементов в монографии, посвященной неорганическим комплексным кислотам.
В 1895—1897 годах изучил свойства фосфорновольфрамовой кислоты и доказал, что она представляет собой комплексное соединение, а не двойную соль.
Один из авторов метода химической переработки мартеновского ванадиевого шлака (1934).

### Сочинения
- Сложные неорганические кислоты [Текст] / М. Н. Соболев; [предисл.: проф. А. Сабанеева]. — Москва : Тип. Унив-та, 1895. — 150 с. : ил.
- Соболев М. Н. Извлечение ванадия и титана из уральских титаномагнетитов. М.; Л.: ОНТИ, 1936
- М. Н. Соболев. Получение ванадия из керченских железных руд, ОНТИ, 1935.

## Награды и премии
- Сталинская премия I степени (14 марта 1941) — за разработку метода производства феррованадия
- заслуженный деятель науки и техники РСФСР